# Кантон (Охајо)
Кантон (енгл. Canton) град је у америчкој савезној држави Охајо.

## Демографија
По попису из 2010. године број становника је 73.007, што је 7.799 (−9,7%) становника мање него 2000. године.
| Група             | 2000.          | 2010.          |
| Белци             | 59.653 (73,8%) | 49.591 (67,9%) |
| Афроамериканци    | 16.999 (21,0%) | 17.666 (24,2%) |
| Азијати           | 257 (0,3%)     | 253 (0,3%)     |
| Хиспаноамериканци | 1.006 (1,2%)   | 1.899 (2,6%)   |
| Укупно            | 80.806         | 73.007         |